# Vratislav I av Böhmen
Vratislav I av Böhmen, död 921, var regerande hertig av Böhmen mellan 915 och 921. 
Han är främst känd för sina strider mot Ungern. Han föll i strid mot ungrarna 921. 